# Exèrcit de l'Est
L'Exèrcit de l'Est va ser una unitat de l'Exèrcit Popular de la República que va operar durant la Guerra Civil Espanyola. Sota la seva jurisdicció es trobaven les forces republicanes desplegades a l'anomenat Front d'Aragó. Posteriorment aquest exèrcit va operar a Catalunya, defensant la línia defensiva republicana del riu Segre.

## Història
Les milícies populars van ser la resposta espontània i urgent de les forces republicanes a l'alçament militar (amb el suport de les dretes) però es va fer evident que davant d'un exèrcit disciplinat i amb soldats professionals com era el dels "nacionals" calia la reorganització d'un autèntic exèrcit: l'Exèrcit Popular.
La militarització de les "milícies antifeixistes " a Catalunya té com a antecedent la intenció la Generalitat de Catalunya, el 21 de novembre de 1936 d'organitzar un exèrcit regular format per milicians i soldats de les lleves de 1934 i 1935 però aquest intent no va reixir (Diari Oficial de la Generalitat de Catalunya, núm. 341, 6 desembre de 1936)..
Paral·lelament el govern central, a fi de coordinar i centralitzar les diverses columnes republicanes va crear un estat major que havia de reconvertir les milícies en un cos militar capaç d'enfrontar-se apropiadament amb els rebels. Aquestes perden el nom relacionat amb organitzacions polítiques i se les coneixerà en el futur amb un número. Tornen a utilitzar-se graus i galons,
Més endavant, diversos decrets i disposicions governamentatls van permetre establir les bases d'un exèrcit regular amb les limitacions que imposaven les difícils circumstàncies polítiques i socials d'aquells moments. S'arribarà a militarització del Front d'Aragó i la creació de l'Exèrcit Popular de Catalunya (conegut també amb el nom d'Exèrcit de Catalunya), tenint el comandant Vicenç Guarner Vivancos un paper destacat.
El 20 de febrer de 1937 una nova ordre organitzava definitivament el front d'Aragó.
A final del 1937 l'estructura de l'Exèrcit Popular consta de:
- Exèrcit del Centre:
- Exèrcit d'Extremadura:
- Exèrcit d'Andalusia
- Exèrcit de Llevant
- Exèrcit de Maniobra
- Exèrcit de l'Est

En aquest darrer es produeixen dos canvis importants:
- L'exèrcit del Front d'Aragó, que funcionava amb gran autonomia sota control català però amb dificultats per aconseguir recursos passa a l'Exèrcit de l'Est (amb el suport del PCE i el PSUC) i a ser dirigit per l'Estat Major Central de la República. Aquest exèrcit fou comandat pel general Sebastián Pozas Perea; essent Vicenç Guarner cap d'estat major de l'Exèrcit de l'Est.

- Les primeres formacions anarquistes i comunistes es reconverteixen en petites divisions dins l'esquema d'exèrcit regular.

A la segona meitat del 1937 l'Exèrcit de l'Est ataca Osca degut a l'ofensiva del colpistes contra Bilbao però sense aconseguir els objectius previstos; el general Sebastián Pozas executa la campanya de Saragossa (planificada pel general Vicente Rojo al mes d'agost) conquerint Belchite el setembre però la capital d'Aragó no va poder ser recuperada. Va participar en la campanya de Terol (desembre del 37-febrer de 1938) durant la qual va sofrir moltes pèrdues cosa que va obligar a una reestructuració de comandaments i tropes. També va participar en la batalla de l'Ebre. L'ocupació de Catalunya pels "nacionals" va implicar la desaparició de l'Exèrcit de l'Est.

## Comandaments
Comandants
- General Sebastián Pozas Perea;
- Coronel Juan Perea Capulino;[1]

Cap d'Estat Major
- Tinent coronel Vicenç Guarner i Vivancos;[2][3]
- Tinent coronel Javier Linares Aranzabe;
- Coronel Aniceto Carvajal Sobrino;[4]

Comissaris polítics
- Crescenciano Bilbao Castellanos, del PSOE;[5]
- Eduardo Castillo Blasco, del PSOE;[6]
- José Ignacio Mantecón, d'IR;[7]

Comandant general d'artilleria
- tinent coronel d'artilleria Ricardo Ballinas Pasarón;

Comandant general d'enginyers
- coronel d'enginyers Ramon Martorell Otzet;[8]

## Ordre de batalla

### Desembre de 1937
| Cossos d'Exèrcit  | Divisions adscrites | Sector          |  |
|                   |                     |                 |  |
| X Cos d'Exèrcit   | 43a, 31a            | Pirineus-Osca   |  |
| XI Cos d'Exèrcit  | 26a, 29a, 32a       | Saragossa-Ebre  |  |
| XII Cos d'Exèrcit | 30a, 44a, 24a       | Alfambra-Teruel |  |

### Juliol de 1938
| Cossos d'Exèrcit    | Divisions adscrites | Sector            |  |
|                     |                     |                   |  |
| X Cos d'Exèrcit     | 30a, 31a, 34a       | Balaguer-Segre    |  |
| XI Cos d'Exèrcit    | 26a, 32a, 55a       | Noguera Pallaresa |  |
| XVIII Cos d'Exèrcit | 27a, 60a, 72a       | Reserva General   |  |

- Durant els cinc darrers mesos del 1937 la 27a Divisió de l'Exèrcit Popular va tenir el quarter general a Fraga. Aquesta divisió es va fer famosa com "la Bruixa".